# Relations entre le Qatar et le Soudan
 (décembre 2023).
Si vous disposez d'ouvrages ou d'articles de référence ou si vous connaissez des sites web de qualité traitant du thème abordé ici, merci de compléter l'article en donnant les références utiles à sa vérifiabilité et en les liant à la section « Notes et références ».

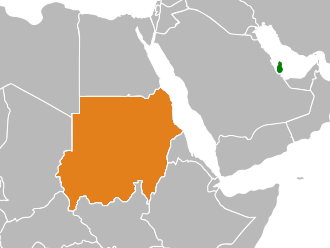
Carte montrant l'emplacement du Soudan (en orange) et du Qatar (en vert).

Les relations entre le Qatar et le Soudan sont les relations bilatérales entre l'État du Qatar et la République du Soudan. Les relations ont été établies pour la première fois en 1972, lorsque le Qatar a inauguré son ambassade dans la capitale soudanaise, Khartoum.

## Représentation diplomatique
Le Qatar dispose d'une ambassade dans la rue Doha, située dans le quartier d'El Manshiya de Khartoum, la capitale du Soudan, tandis que le Soudan a une ambassade dans la zone diplomatique de Doha, au Qatar.